# 愛知県道479号熊味岡崎線
愛知県道479号熊味岡崎線（あいちけんどう479ごう くまみおかざきせん）は、愛知県西尾市から岡崎市に至る一般県道である。

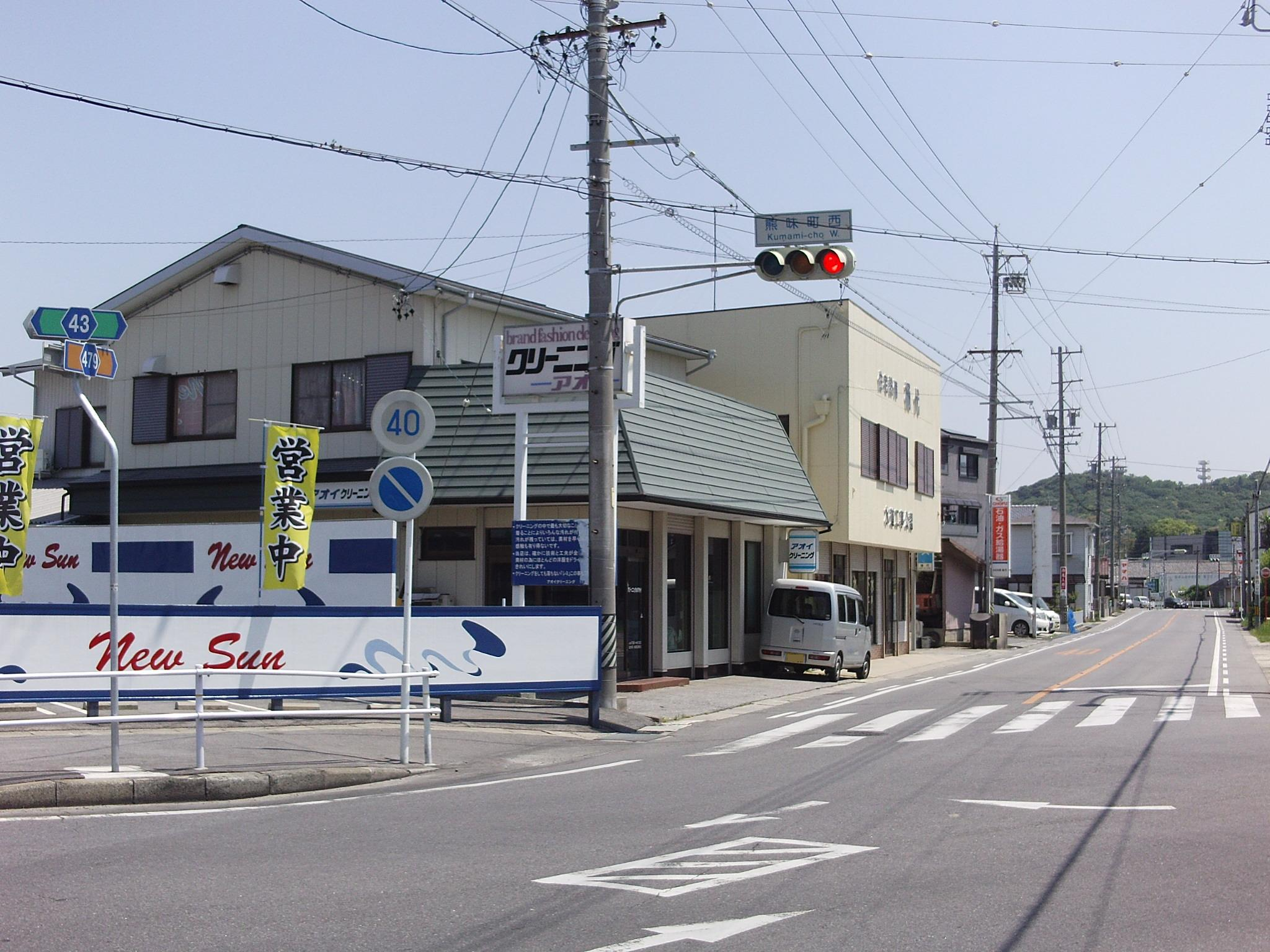
起点の西尾市熊味町。奥に見える山は八ツ面山。

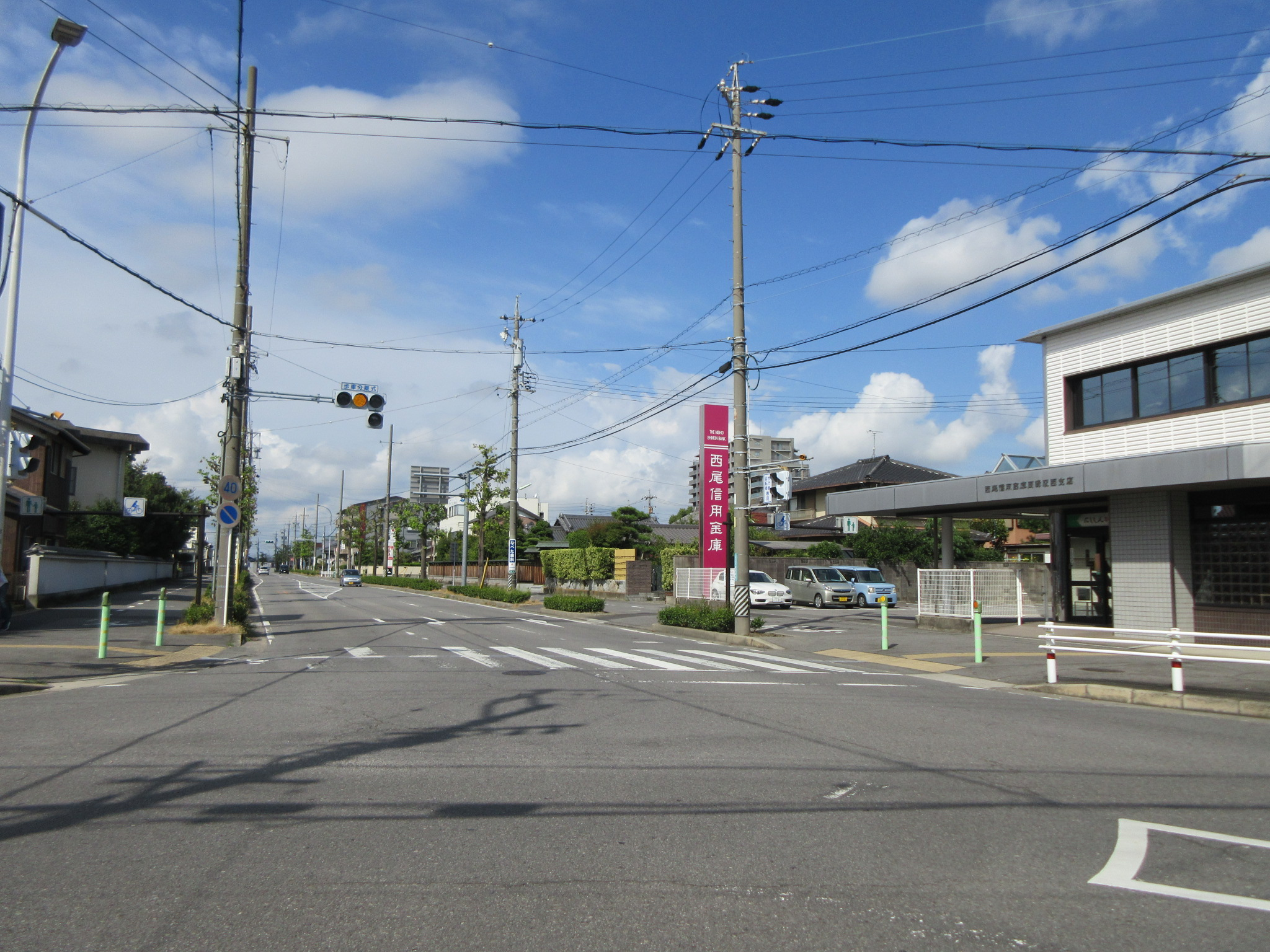
終点の岡崎市柱2丁目。

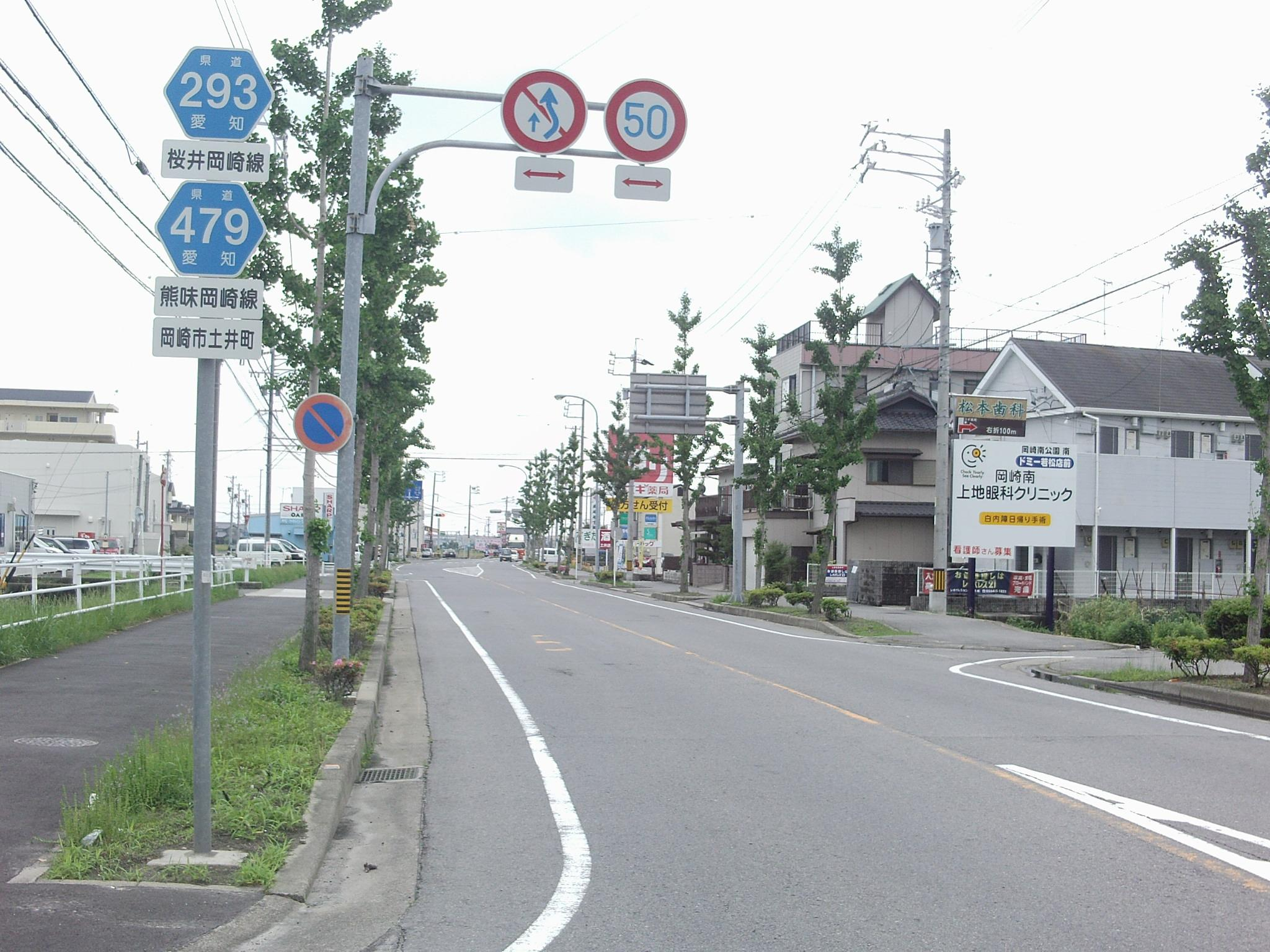
愛知県道293号桜井岡崎線との重複区間。

## 概要

### 路線データ
- 起点：愛知県西尾市熊味町（熊味町西交差点）
- 終点：愛知県岡崎市柱2丁目（柱町土取交差点）
- 全長：約11.0km

## 接続する道路
- 愛知県道43号岡崎碧南線（土呂西尾道）（熊味町西交差点）
- 愛知県道319号西尾環状線（八ツ面西交差点）
- 愛知県道294号西尾小川線（八ツ面町交差点）
- 愛知県道292号幸田石井線（東浅井町交差点）
- 愛知県道78号安城幸田線（奥屋敷交差点、土井町柳ヶ坪交差点）
- 愛知県道293号桜井岡崎線（土井町柳ヶ坪交差点・土井町西交差点間で重複）
- 愛知県道43号岡崎碧南線（平坂街道）（柱町木ノ下交差点/自動車学校北西交差点・柱町土取交差点間で重複）

## 周辺
- 名鉄西尾線 西尾口駅
- 古川緑地（矢作古川）
- 西尾市総合体育館
- アイシン・エーアイ 本社・工場
- 岡崎市立六ッ美中学校
- JR東海道本線 / 愛知環状鉄道・愛知環状鉄道線 岡崎駅

## 別名
- 青野街道（岡崎市）
- 土呂西尾道（岡崎市、西尾市）